# ألبرت شاريبوف
ألبرت شاريبوف (الروسية: Шарипов, Альберт Динарович) (11 أبريل 1993 بأوفا في روسيا - ) هو لاعب كرة قدم روسي في مركز الوسط. لعب مع توم تومسك وروبين كازان ونادي كوبان كراسنودار وفاكل فارونيش ‏ ونادي تيومين ‏ ونادي أكاديمية تولياتي لكرة القدم.

## روابط خارجية
- ألبرت شاريبوف على موقع قاعدة بيانات كرة القدم.إي يو (الإنجليزية)
- ألبرت شاريبوف على موقع Soccerway.com (الإنجليزية)
- ألبرت شاريبوف على موقع عالم كرة القدم.نت (الإنجليزية)
- ألبرت شاريبوف على موقع AS.com (الإسبانية)